# José Aníbal Casasola Sosa
José Aníbal Casasola Sosa (ur. 4 listopada 1949 w La Unión, zm. 27 kwietnia 2007) – gwatemalski duchowny katolicki, biskup Zacapa y Santo Cristo de Esquipulas w latach 2004–2007.

## Życiorys
Święcenia kapłańskie przyjął 5 listopada 1977 i został inkardynowany do diecezji Zacapa. Pracował duszpastersko m.in. w Zacapa i Gualán. Był także prowikariuszem generalnym diecezji, zaś od jej połączenia w 1986 z prałaturą Santo Cristo de Esquipulas wikariuszem generalnym. W 2001 mianowany administratorem apostolskim diecezji.
13 maja 2004 papież Jan Paweł II mianował go biskupem Zacapy. Sakry biskupiej udzielił mu 26 czerwca tegoż roku kard. Rodolfo Quezada Toruño.